# Arturo Fajardo
Arturo Eduardo Fajardo Bustamante (Aiguá, 17 de julio de 1961) es un sacerdote uruguayo, actual obispo de Salto.

## Biografía
Después de estudios en el Liceo Militar General Artigas, ingresó al Seminario Mayor Interdiocesano Cristo Rey el 16 de febrero de 1981. Cursó Filosofía y Teología en el Instituto Teológico del Uruguay Monseñor Mariano Soler.
Es hermano de Gustavo Fajardo, exjefe del Estado Mayor de la Defensa.

## Trayectoria
Fue ordenado sacerdote el 8 de mayo de 1988 por el papa Juan Pablo II en la ciudad de Florida, para la diócesis de Minas. Fue párroco de la parroquia San José en Minas (1990-1992) y párroco en la parroquia San Carlos Borromeo en la ciudad de José Pedro Varela, en el departamento de Lavalleja (1994-1996). Posteriormente se desempeñó como rector del Seminario Mayor Interdiocesano y presidente de la Comisión Directiva de la Asociación Hogar Sacerdotal Monseñor Jacinto Vera de Montevideo (2005-2007).
El 27 de junio de 2007, el Papa Benedicto XVI lo nombró Obispo de la Diócesis de San José de Mayo y su ordenación episcopal se realizó el 8 de septiembre del mismo año.
En mayo de 2009 fue designado como secretario general ad hoc de la Conferencia Episcopal del Uruguay. En las elecciones internas de la Conferencia Episcopal, en noviembre de 2009, pasó a los servicios de presidente del Departamento de Vocaciones y Ministerios y de la Comisión Nacional de Pastoral Juvenil. En el marco de dicha comisión tuvo a su cargo la organización de la XXXIV Jornada Nacional de la Juventud católica que se realizó el 1 y 2 de septiembre de 2012 en Maldonado y Punta del Este.
En las elecciones de la CEU de noviembre de 2012 fue elegido Vicepresidente y reelecto como presidente de la Comisión Nacional de Pastoral Juvenil.